# Hugo Kronecker
Pour les articles homonymes, voir Kronecker.
Hugo Kronecker est un médecin et physiologiste allemand, né le 27 janvier 1839 à Legnica (à l'époque Liegnitz en Prusse) et mort le 6 juin 1914 à Bad Nauheim. Il est le petit frère du mathématicien Leopold Kronecker.

## Biographie
Hugo Kronecker est le fils d'Isidore Kronecker, un marchand de tissu de Liegnitz et de Johanna Prausnitzer. 
Il a étudié la médecine à Berlin, Heidelberg et Pise, notamment sous la direction de Hermann von Helmholtz, et a soutenu une thèse de doctorat en médecine sur la fatigue musculaire en 1863. 
Après avoir travaillé auprès de Ludwig Traube, il passe quelque temps en Italie en raison d'une affection pulmonaire. En 1868, il rentre au laboratoire de Carl Ludwig où il travaille jusqu'en 1876. 
À la même époque, Il combat durant les guerres austro-prussienne et franco-prussienne et reçoit la croix de fer pour sa bravoure. 
En 1877, il prend la tête de la division de physiologie expérimentale de l'institut de physiologie de Berlin récemment créé par Emil du Bois-Reymond. 
Il devient en 1884 titulaire de la chaire de l'université de Berne, qu'il conserve jusqu'à sa mort. Il est également recteur de la même université à partir de 1894 et y fonde le Hallerianum, l'institut de physiologie au sein de cette université.

## Œuvre scientifique
Kronecker travaille beaucoup sur la fatigue musculaire, bien au-delà de sa thèse, publiant un article sur "la fatigue et la récupération des muscles striés" en 1872. Il découvre simultanément avec Étienne-Jules Marey la "phase réfractaire" du cœur, l'excitabilité moindre du muscle cardiaque durant la systole et conduit des expériences montrant  que le cœur est dépendant de l'apport en oxygène du sang pour son fonctionnement . Il invente un appareil pour mesurer le mouvement du diaphragme pendant la respiration, le phrénographe, et étudie également le mécanisme de la déglutition avec son élève, Meltzer.
Il participe également à l'invention de la transfusion sanguine.